# Baudilio Jáuregui
Baudilio Jáuregui (Montevideo, 9 luglio 1945) è un ex calciatore uruguaiano, di ruolo difensore.